# 鲁邦三世 (2015年系列)
《鲁邦三世》（日语：ルパン三世），是由漫画家加藤一彦原作的动画《鲁邦三世》的系列动画第4期。2015年8月30日开始在意大利先行播放，10月1日开始在日本电视台播放並且在發售影碟時更名為《鲁邦三世 PART IV》。

## 故事内容
国际刑警的钱形幸一警部收到了鲁邦三世从圣马力诺共和国发来的婚礼邀请函，不过结婚对象不是峰不二子，而是一位叫丽贝卡·罗塞里尼的圣马力诺女财阀，身兼时尚模特、女演员等多个职务，她还以“八卦女王”的身份与许多名人有过艳闻。身世背景和不二子一样是个谜……

## 登场人物

### 主要人物
鲁邦三世（声：栗田贯一（日本）；Stefano Onofri（意大利））
传奇大盗亚森·罗宾的孙子，本作主人公。
次元大介（声：小林清志（日本）；Alessandro Maria D'Errico（意大利））
拔枪只需0.3秒的快枪手，鲁邦三世忠实的搭档。
石川五右卫门（声：浪川大辅（日本）；Antonio Palumbo（意大利））
全名“十三代目石川五右卫门”，是安土桃山时代大盗石川五右卫门的第十三世孙。手持一把削铁如泥的斩铁剑。
峰不二子（声：泽城美雪（日本）；Alessandra Korompay（意大利））
身份如谜一样的女人，分不清她是盗贼、杀手，还是间谍。善用身为女人的武器，拢络男人的功夫是手到擒来。和鲁邦三世既是恋人也是竞争对手。为了自己的目的而常常利用鲁邦等人，甚至多次出卖他们，让爱好女色的鲁邦总是拿她没辙。
钱形警部（声：山寺宏一（日本）；Rodolfo Bianchi（意大利））
钱形平次的第七代，东京警视厅警部，国际刑警组织鲁邦专任搜查官。碍于工作非得逮捕鲁邦不成，同时也将鲁邦视为对手，一心只想赢过鲁邦。

### 本作原創角色
蕾贝卡·罗塞里尼（声：藤井幸代（日本）；Gaia Bolognesi（意大利））
作为模特、女演员等身份活跃着，又是能代表圣马力诺共和国的财阀的社长的女性。她还以“八卦女王”的身份与许多名人有过艳闻。
羅夫·茲柯里（声：山野井仁（日本）；Guido Di Naccio（意大利））
罗塞里尼家的執事，忠實輔佐蕾贝卡大小姐。
尼克斯（声：咲野俊介（日本）；Fabrizio Pucci（意大利））
听觉敏锐的军情六处特工，代号“尼克斯”，可以用回聲定位確認犯人逃走的路線。
拥有杀人执照，习惯对于一切事项进行数学面的分析，是个时刻保持冷静沉着的完美主义者，但同时他也是三个女孩的父亲。
是一个连MI6上层都感到棘手的“未知炸弹”，原因是只要其亲人一旦有生命危險便會失控。
浦賀航（声：花輪英司（日本））
天才科學家，專門研究腦科學。過去是蕾贝卡的情人，那天留下奇書「義大利之夢」就此不明原因的自殺。事後魯邦已猜到是MI6將他滅口的。
達文西（声：井上和彦（日本））
被MI6追捕的神秘男。真身是MI6執行的計畫「世界最強特務育成程式」，將「過去的偉人們」的人格抽出並植入於腦中的複製人。

### 各話列表與客串角色
第1話「魯邦三世的結婚」
派屈克（声：土田大）
九大名家進行不對外公開的婚姻儀式期間負責看守聖馬利諾的秘寶「リベルタス的寶冠」的警備隊長。
第2話「虛假的傳奇球星」
馬夫羅·布洛茲（声：小松史法）
『AC聖馬利諾』足球隊的主將。
里卡路德·墨提尼（声：土師孝也）
表面是珠寶公司的社長，實際以聖馬利諾作為根據地的黑手黨頭目。
第3話「生存率0.2%」
帕西佛·齊波斯（声：藤真秀）
MI6的特務，尼克斯的上司。
第4話「給我手槍」
莉迪亞（声：大原沙耶香）
在艾利克掌管街上的女醫，替被艾利克一夥槍傷的受害者們進行治療。
艾利克·歐爾傑尼（声：多田野曜平）
幫派頭目，對反抗自己的不手下留情，被稱為『不殺的艾利克』。
第5話「魔法師的左手」
魯卡（声：野島健児）
サーカス團的打雜。年幼時被前團長托尼（声：堀越富三郎）發掘才能。
團長（声：牛山茂）
托尼的兒子，托尼意外身亡後接任サーカス團的團長。
第6話「滿月結束之前」
愛蓮娜·柯迪（声：田中敦子）
義大利的媒體王羅貝爾特·柯迪(声：有本欽隆)的妻子。在羅貝爾特過世後是唯一知道其隱藏遺產的所在地。
切薩雷·阿爾貝爾狄尼（声：小山力也）
義大利刑警，負責保護愛蓮娜的人身安全，也盯上羅貝爾特的隱藏遺產。
第7話「Zapping Operation」
布莉吉特（声：熊井統子）
尼克斯的三個女兒之一，是麗貝卡的粉絲。逛街途中遭人蛇集團綁架。
第8話「歡迎來到幽靈飯店」
卡菈（声：久野美咲）
一族遭到殺害的名門貴族ガウティエリ家，之後其城堡改裝成夏特飯店的地下現身的小女孩。遵守姊姊 艾迪拉言「再回來之前一定要守護寶藏」，並守護寶藏。實際上她已逝世了變成幽靈
阿爾托魯夫（声：二又一成）
夏特飯店的總經理。因生意困難，和女兒 莉莎(声：北川里奈)一起自導自演做出鬧鬼事跡。
媽媽（声：くじら）
強盜團的頭目。企圖奪取魯邦想要的寶藏。
第9話「殺手們的鎮魂歌」
貝菈德娜（声：白石涼子）
和五右衛門共同行動，參與暗殺獨裁者迪凱雷(声：北村謙次)的暗殺團少女。對反器材步槍更是得心應手。
雷歐波魯特·霍爾（声：森田順平）
義大利國會議員。暗殺迪凱雷的委託人。
第10話「相思病的豬」
圭多·吉薩雷歐（声：小形満）
製作貴腐葡萄酒「相思病的豬」的葡萄酒園的前老闆。盯上拍賣場所拍賣的「相思病的豬」酒桶，並企圖搶走。
第13話「魯邦三世的最後」
所長
看管魯邦的監獄所長。面對錢形質疑很有信心保證警備萬全，但魯邦連續三次發生逃獄未遂的事件。
第14話「別動蒙娜麗莎」
哈爾狄尼（声：長克巳）
委託將蒙娜麗莎帶回義大利的義大利人。
菲力浦·賈斯柏（声：村治學）
法國文化及通信部的負責人兼羅浮宮美術館的營運長。
第15話「高中潛入大作戰」
馬利歐（声：川島得愛）
Debere High School(デベレ・ハイスクール)的老師，米齊與其他學生稱他「Chicken(チキン)」。因不幸惹毛布蘭科家族而被威脅。
米齊（声：中尾智）
Debere High School(デベレ・ハイスクール)的不良學生，偶然撿到魯邦不慎遺失的「克麗奧佩脫拉之心」。布蘭科家族的一員。
布蘭科（声：桐本琢也）
通稱「Dangerous Kraemer(デンジャラス・クレーマー)」並專門恐嚇被害人，是幫派「布蘭科家族」的頭目。
第16話「魯邦的假日」
艾葳凱多蓉（声：勝生真沙子）
身材肥胖的女富豪，搭上豪華郵輪途中走失她心愛的愛犬。
第17話「趕盡殺絕的提線木偶」
葛雷科（声：奥田隆仁）
將犯罪者綁架並讓他們互相殘殺，將其葬送。被世間稱為救世主並被崇拜的神秘男。向魯邦一行人提出挑戰，並葬送他們。
神父
葛雷科的手下。
第19話「飛龍靜靜沉睡」
福克斯（声：石井康嗣）
過去2次有被某國頒發勳章的傭兵集團頭目。將Dragon's Tale(ドラゴンズ・テイル)弄到手，並找時機賣出高價。
克連（声：山橋正臣）
MI6特務。曾被尼克斯傳授實踐技術。
第20話「再聽一次你的歌聲」
馬丁（声：坂口芳貞、青年期：川本克彦）
諾拉的丈夫也是原經紀人。
諾拉·艾妮塔（声：武田華）
唱「一起散步」的義大利國民女歌手。但隨時間過去，現在壽命已所剩無幾狀態下生活。
第21話「來自日本的愛意」
明智“福爾摩斯”耕助（声：佐藤せつじ）
「自稱」頭腦明晰、體格強壯又容姿端麗集於一身的完璧名偵探。以不二子為餌引誘魯邦到日本，並做好一網打盡的準備。
大林“華生”芳雄（声：村中知）
明智的助手。
華崎瑪悠（声：宮崎珠子）
隸屬貓町警察局的女警。為逮捕魯邦，和明智一同協助。

## 制作人员
- 原作：MONKEY PUNCH
- 总监督：友永和秀[1]
- 监督：矢野雄一郎
- 剧本统筹：高橋悠也
- 人物设定：横堀久雄
- 美术监督：山子泰弘
- 色彩设计：山本智子
- 摄影监督：田沢二郎
- CG监督：田村和弘
- 编辑：笠原義宏
- 音响监督：清水洋史
- 音响效果：倉橋静男
- 音乐：大野雄二
- 音樂制作：TMS音樂、日本電視台音樂
- 項目監製：加藤良太
- 監製：淨園祐
- 動畫監製：井內知樹
- 动画制作：Telecom Animation Film
- 制作：TMS Entertainment

## 主题曲
片头曲「THEME FROM LUPIN III 2015」
作曲、编曲：大野雄二，演奏：You & Explosion Band
片尾曲
作詞：淳君，作曲、编曲：大野雄二，主唱：石川小百合，演奏：You & Explosion Band

## 各話列表
| 话数   | 话数   | 日文／意大利标题 | 中文标题           | 剧本              | 分镜                | 演出                                    | 作画监督                                               | 总作画监督        |
| 日本   | 意大利 | 日文／意大利标题 | 中文标题           | 剧本              | 分镜                | 演出                                    | 作画监督                                               | 总作画监督        |
| ------ | ------ | ---------------- | ------------------ | ----------------- | ------------------- | --------------------------------------- | ------------------------------------------------------ | ----------------- |
| 1      | 1      |                  | 鲁邦三世之結婚     | 高橋悠也          | 矢野雄一郎 友永和秀 | 矢野雄一郎 友永和秀 富澤信雄 小山田桂子 | 末永宏一、野口寬明                                     | 橫堀久雄          |
| 2      | 2      |                  | 虛假的傳奇球星     | 鈴木智尋          | 鏑木宏              | 平林拓真                                | 辻初樹、仁井宏隆                                       | 瀧口禎一          |
| 3      | 3      |                  | 生存率0.2%         | 高橋悠也          | 增田敏彥            | 三家本泰美 友永和秀                     | 、酒向大輔 野口寬明、白井裕美子 瀧口禎一               | 末永宏一          |
| 4      | 4      |                  | 給我一把手槍       | 鈴木智尋          | 友永和秀            | 高林久彌                                | 增田敏彥、白井裕美子 野口寬明                          | 橫堀久雄          |
| 5      | 5      |                  | 魔術師的左手       | 吉田惠里香        | 江上潔              | 長岡義孝                                | 坂卷貞彥                                               | 橫堀久雄          |
| 未播放 | 6      |                  | 殭屍之城威尼斯     | 高橋悠也          | 青山弘              | 又野弘道                                | 小山知洋                                               | 末永宏一          |
| 6      | 7      |                  | 在滿月結束之前     | 稻本達郎          | 富澤信雄            | 小山田桂子                              | 新保卓郎                                               | 橫堀久雄          |
| 7      | 8      |                  | Zapping Operation  | 高橋悠也          | 增田敏彥            | 池畠博史                                | 山川宏治、增田敏彥                                     | 橫堀久雄          |
| 8      | 9      |                  | 歡迎來到幽靈旅館   | 鈴木智尋          | 小島正幸            | 宇都宮正記                              | 垣野内成美、澤田美香                                   | 末永宏一          |
| 9      | 10     |                  | 殺手們的鎮魂歌     | 稻本達郎          | 向井雅浩            | 長岡義孝                                | 坂卷貞彥                                               | 不適用            |
| 10     | 11     |                  | 相思病小豬         | 吉田惠里香        | 荒川真嗣            | 泉保良輔                                |                                                        | 瀧口禎一 山川宏治 |
| 11     | 12     |                  | 義大利之夢 前篇    | 高橋悠也          | 川口敬一郎          | 平林拓真                                | 高橋優也、野口寬明                                     | 橫堀久雄          |
| 12     | 13     |                  | 義大利之夢 後篇    | 高橋悠也          | 小林治              | 小林治                                  | 清水洋、瀧口禎一                                       | 橫堀久雄          |
| 13     | 14     |                  | 魯邦三世的下場     | 高橋悠也          | 富澤信雄            | 小山田桂子                              | 湖川友謙、白井裕美子                                   | 末永宏一          |
| 14     | 15     |                  | 別動蒙娜麗莎       | 鈴木智尋          | 高橋知也            | 高橋知也                                | 仁井宏隆、山川宏治                                     | 瀧口禎一          |
| 15     | 16     |                  | 高中潛入大作戰     | 高橋悠也 藤澤亮佑 | 富澤信雄            | 小山田桂子                              | 高橋優也、末永宏一 野口寬明、Nam Hyeonsik Ryu Hyeonjin | 末永宏一 高橋優也 |
| 16     | 17     |                  | 魯邦的假日         | 吉田惠里香        | 小島正幸            | 長岡義孝                                | 坂卷貞彥                                               | 不適用            |
| 17     | 18     |                  | 趕盡殺絕的提線木偶 | 稻本達郎          | 紅優 鵜飼悠紀       | 又野弘道                                | 小山知洋                                               | 橫堀久雄          |
| 18     | 19     |                  | 最初的晚餐         | 高橋悠也          | 富澤信雄            | 富澤信雄 長岡義孝                       | 久高司郎                                               | 橫堀久雄          |
| 19     | 20     |                  | 飛龍靜靜沉睡       | 鈴木智尋          | 紅優 鵜飼悠紀       | 平林拓真                                | 高橋優也、山川宏治                                     | 不適用            |
| 20     | 21     |                  | 再聽一次你的歌聲   | 吉田惠里香        | 川口敬一郎          | 前島健一                                | 湖川友謙                                               | 末永宏一          |
| 21     | 22     |                  | 來自日本的愛意     | 稻本達郎          | 鵜飼悠紀 紅優       | 小山田桂子                              | 清水洋、山川宏治 酒向大輔、高田洋一                    | 瀧口禎一          |
| 未播放 | 23     |                  | 生死時速           | 高橋悠也          | 富澤信雄            | 富澤信雄                                | 野口寬明、白井裕美子                                   | 不適用            |
| 22     | 24     |                  | 我來帶走魯邦       | 吉田惠里香        | 佐野隆史            | 又野弘道                                | 小山知洋、末永宏一 酒向大輔、高橋優也                  | 瀧口禎一          |
| 23     | 25     |                  | 解剖世界 前篇      | 高橋悠也          | 矢野雄一郎 紅優     | 長岡義孝                                | 坂卷貞彥                                               | 不適用            |
| 24     | 26     |                  | 解剖世界 後篇      | 高橋悠也          | 矢野雄一郎          | 小山田桂子                              | 高橋優也、山川宏治 瀧口禎一                            | 不適用            |

## 播放電視台
日本深夜動畫：下文記載的日本国内播放時間使用日本標準時間（UTC+9）表示。因為部分時間标识會採用30小时制，因此請留意这类超过24:00的时间，其實際播放時間為翌日清晨。
电视动画原定由意大利在2015年春季首播，日本秋季播出。后来意大利放送因故推迟到2015年8月30日晚21:30播出。2015年10月1日开始在日本电视台、读卖电视台等台每周周四25:29～25:59（次日凌晨一点）播出，全26集。但日本僅播出24集，未播出的兩集則於影音軟體版本中收錄。
| 播放地區       | 播放電視台       | 播放日期                                      | 播放時間（UTC+9）                                   | 所屬聯播網            | 備註                  |
| -------------- | ---------------- | --------------------------------------------- | --------------------------------------------------- | --------------------- | --------------------- |
| 意大利         | Italia 1         | 2015年8月30日 2015年9月6日－11月30日          | 星期日 21時25分－22時50分 星期日 23時20分－24時35分 | 數碼地面電視          | CEST                  |
| 關東廣域圈     | 日本電視台       | 2015年10月1日－12月24日 2016年1月7日－3月17日 | 星期四 25時29分－25時59分 星期四 25時59分－26時29分 | 日本電視網            | 製作局                |
| 福岡縣         | 福岡放送         | 2015年10月1日－3月17日                        | 星期四 26時15分－26時45分                           | 日本電視網            |                       |
| 宮城縣         | 宮城電視台       | 2015年10月2日－                               | 星期五 26時00分－26時30分                           | 日本電視網            |                       |
| 中京廣域圈     | 中京電視台       | 2015年10月3日－                               | 星期六 25時25分－25時55分                           | 日本電視網            |                       |
| 北海道         | 札幌電視台       | 2015年10月3日－                               | 星期六 25時55分－26時25分                           | 日本電視網            |                       |
| 大分縣         | 大分電視台       | 2015年10月4日－                               | 星期日 25時25分－25時55分                           | 日本電視網 富士電視網 |                       |
| 近畿廣域圈     | 讀賣電視台       | 2015年10月5日－12月21日 2016年1月4日－        | 星期一 26時37分－27時06分 星期一 27時03分－27時32分 | 日本電視網            | MANPA第2部 MANPA第3部 |
| 富山縣         | 北日本放送       | 2015年10月7日－                               | 星期三 25時59分－26時29分                           | 日本電視網            |                       |
| 靜岡縣         | 靜岡第一電視台   | 2015年10月7日－                               | 星期三 26時04分－26時34分                           | 日本電視網            |                       |
| 山梨縣         | 山梨放送         | 2015年10月20日－                              | 星期二 25時25分－25時55分                           | 日本電視網            |                       |
| 長野縣         | 信州電視台       | 2015年10月29日－                              | 星期四 26時14分－26時44分                           | 日本電視網            |                       |
| 廣島縣         | 廣島電視台       | 2015年11月11日－                              | 星期三 25時59分－26時29分                           | 日本電視網            |                       |
| 福島縣         | 福島中央電視台   | 2015年11月21日－12月19日 2016年1月2日－       | 星期六 26時20分－26時50分 星期六 26時10分－26時40分 | 日本電視網            |                       |
| 長崎縣         | 長崎國際電視台   | 2015年11月28日－                              | 星期六 25時35分－26時05分                           | 日本電視網            |                       |
| 日本全國       | 日視PLUS         | 2015年12月11日－                              | 星期五 25時00分－25時30分                           | 衛星電視              | 有重播                |
| 新潟縣         | TV新潟放送網     | 2016年1月6日－                                | 星期三 25時29分－25時59分                           | 日本電視網            |                       |
| 岡山縣、香川縣 | 西日本放送       | 2016年1月10日－                               | 星期日 26時05分－26時35分                           | 日本電視網            |                       |
| 鹿兒島縣       | 鹿兒島讀賣電視台 | 2016年1月21日－                               | 星期四 26時07分－26時37分                           | 日本電視網            |                       |